# Ениджия
Ениджия (на турски: Inece, Инедже) е село в Източна Тракия, Турция. Селото е община в околия Лозенград на вилает Лозенград.

## География
Разположено е на 15 км югозападно от Лозенград и на 45 км североизточно от Одрин, на десния бряг на река Ениджийска (Текедере), десен приток на река Ергене. С други думи село Ениджия се намира там, където пътят от Одрин за Лозенград пресича река Енидийска. От там произлиза и името му „нов път“ (или на турски: Yenicade).

## История
В различни географски карти през миналите векове селото е било наричано Ениджия, Енидже, Иниджия, Инедже. Селото е основано от българи и в него живеят само българи до 1913 г., когато насилственото е обезбългарено от турската армия.
Няма следи от старо селище преди нашествието на османлиите през 14 век на това място. Тогава българското население е било принудено да се оттегли в горите.
В турски документ от 8-и шабан 1088 година, (или 6 октомври 1677 г. по европейско летоброене) се споменават лозенградските села: Ениджия – две ханета, Карахадър – две ханета, Раклица – четири ханета, Каваклия – едно и половина ханета. Според обяснението на турколога Руси Стойков под думата „хане“, която на турски означава „къща“, трябва да разбираме, че става дума за група от къщи, в нашия случай 10 къщи. Следователно през 1677 година Ениджия е съществувала като село с около 20 къщи.
През 1830 година Ениджия има 310 български къщи, през 1878 – 330 а през 1912 – 440. Според „Етнография на вилаетите Адрианопол, Монастир и Салоника“, издадена в Константинопол през 1878 година и отразяваща статистиката на населението от 1873 Ениджи (Enidji) е село в Кърклисийска каза с 330 домакинства и 1918 жители българи.
Според „Одрински глас“ в 1907 година в селото избухва афера, вследствие убийството на един турски стражар, в резултат на която десетки българи са затворени – 5 – 6 души от Лозенград и 28 от Ениджия – Хар. Воденгаров, Я. Воденгаров, Ив. Узунов, П. Узунов и други. В резултат на аферата икономическия живот в селото и в града замира.
Според статистиката на професор Любомир Милетич през 1912 година в селото живеят 350 български екзархийски семейства или 1075 души. Ениджия разполага със землище от 18 км – дължина на 5 – 6 км широчина.
При избухването на Балканската война през 1912 година 24 души от Индже кьой са доброволци в Македоно-одринското опълчение. На 12 октомври в селото влизат български части. Турските войски го окупират по време на Междусъюзническата война на 8/21 юли 1913 година. В края на септември ениджийци са насила изселени в България. Изминават близо 60 километра преход през Странджа до Малко Търново, където ги посрещат българските гранични власти.
Днес село Ениджия е преобразено. През 2007 кметът на Ениджия се среща с потомци на прокудените през 1913 българи в град Поморие. Потомците на единичните български семейства, които през 1913 са предпочели да приемат турската вяра, с цел да останат да живеят в селото, днес не говорят български, макар и по повеля на предците си, някои от тях да се учили в Москва.
Цялото землище на селото е било законно закупено от българите преди 1913 година. Предстои решаване на имуществения проблем породен от геноцида през 1913 г. Още информация по този въпрос може да се намери в книгата на Папани Козарова, „Източно-тракийският имуществен проблем“, 2007 г. Пълната история на село Ениждия е описана в книгата на Симеон Лазаров, „Ениджия, една България останала в миналото“, издадена посмъртно от внучките му в Свиленград с помощта на фондация „Баш Клисе“.

## Личности
Родени в Ениджия
- Алекси Стойков (1873 – ?), български учител[6]
- Апостол Стоянов Секлемов (1908 – 1944), български комунист, политзатворник[7]
- Атанас Апостолов, македоно-одрински опълченец, 43-годишен, керемидчия, ІІІ отделение, нестроева рота на 10 прилепска дружина[8]
- Георги Парашкевов (1880 - ?), деец на ВМОРО, участник в Илинденско-Преображенското въстание в 1903 година с четата на Димитър Ташев[9]
- Иван Алексиев (1884 – 1903), български революционер
- Иван Попфилипов (1872 – 1912), български офицер
- Иван (Иванчо) Стойков (? – 1903), български революционер, подвойвода на Лазар Маджаров, загинал на 15 май 1903 година в сражението при Кукурдан на 15 май 1903 година[10][11]
- Калоян Пенев (1858 - ?), деец на ВМОРО, участник в Илинденско-Преображенското въстание в 1903 година с четата на Лазар Маджаров[9]
- Никола Павлов – Келемето (1861 – ?), член на ВМОРО, куриер[12]
- Никола Янев Арнаудов (30 април 1912 - ?), завършил в 1941 година романска филология в Софийския университет[13]
- Симеон Лазаров (1896 – 1976), български журналист, писател, общественик, тракийски деец
- Стою Георгаков Курчистоев, български революционер
- Филчо войвода (1825 – 1866), български хайдутин
- Стоян Милев (1882 - ?), деец на ВМОРО, участник в Илинденско-Преображенското въстание в 1903 година с четата на Димитър Ташев,[9] в 1920 година завършил право в Софийския университет,[14]
- Стоян Попандреев (17.12.1869 – 17 януари 1947) свещеник в родното си село и в Карабунар, Бургаско, виж: Лазаров, С. „Ениджия, една България останала в миналото“ и Милетич, Л. „Разорението на тракийските българи през 1913 г.“
- Стоян Шангов (1867 – 1925), български общественик
- Яни Калоянов, деец на ВМОРО, четник на Михаил Даев[15]
- Димитър Атанасов Гаргов (около 1887-1930), български учител, по-късно деец на БКП, дядо на поетесата Гергина Дворецка

Починали в Ениджия
- Стефан Петров Станчев, български военен деец, старши подофицер, загинал през Балканската война[16]